# Enneanectes atrorus
Enneanectes atrorus es una especie de pez de la familia Tripterygiidae en el orden de los Perciformes.

## Morfología
• Los machos pueden llegar alcanzar los 3,3 cm de longitud total.

## Hábitat
Es un pez de mar de clima tropical y asociado a los  arrecifes de coral que vive hasta los 15 m de profundidad.

## Distribución geográfica
Se encuentra en Cuba y las Bahamas.

## Observaciones
Es inofensivo para los humanos